# Crash & Bernstein
Crash & Bernstein (Originaltitel: Crash & Bernstein) ist eine US-amerikanische Comedyserie, die seit dem 8. Oktober 2012 von Disney XD ausgestrahlt wird. In Deutschland ist sie seit dem 6. Mai 2013 beim deutschen Ableger von Disney XD zu sehen. Die Free-TV-Premiere fand am 19. Mai 2014 beim Free-TV-Sender Disney Channel statt.

## Handlung
Der zwölfjährige Wyatt Bernstein ist der einzige Junge in seiner Familie. Er hat drei Schwestern: Amanda, Cleo und Jasmine. Wyatt wünscht sich sehnsüchtig einen kleinen Bruder und ein eigenes Zimmer.
Seine Schwestern und seine Mutter Mel laden ihn zum Geburtstag in ein Spielwarengeschäft, den Bastel-dir-einen-Freund-Laden, ein. Wyatt ist davon im ersten Moment nicht begeistert, macht dann aber doch widerwillig mit. Er baut eine Puppe namens Crash, welche plötzlich lebendig wird. Das Chaos nimmt seinen Lauf.

## Besetzung
Die deutsche Synchronisation entsteht unter der Dialogregie von Jill Schulz durch die Synchronfirma SDI Media Germany GmbH in Berlin.
| Rollenname          | Schauspieler                                                    | Synchronsprecher    |
| ------------------- | --------------------------------------------------------------- | ------------------- |
| Wyatt Bernstein     | Cole Jensen                                                     | Cedric Eich         |
| Mel Bernstein       | Mary Birdsong                                                   | Anke Reitzenstein   |
| Amanda Bernstein    | Oana Gregory                                                    | Friedel Morgenstern |
| Cleo Bernstein      | Landry Bender                                                   |                     |
| Jasmine Bernstein   | Mckenna Grace                                                   |                     |
| Crash               | Tim Lagasse (Puppenspieler #1) Paul McGinnis (Puppenspieler #2) | Sebastian Schulz    |
| Pesto               | Aaron R. Landon                                                 | Nicolas Rathod      |
| Karl Bernstein      | Richard Ruccolo                                                 | Bernd Vollbrecht    |
| Scottie             | Curtis Harris                                                   | Vincent Borko       |
| Martin Poulos       | Danny Woodburn                                                  | Santiago Ziesmer    |
| Rufus „The Slapper“ | Zachary Conneen                                                 |                     |
| Roland              | Ron Funches                                                     |                     |
| Coach Urkhart       | Chip Chinery                                                    | Olaf Reichmann      |

## Ausstrahlung
Vereinigte Staaten
Die Erstausstrahlung der ersten Staffel war vom 8. Oktober 2012 bis zum 9. September 2013 auf dem US-amerikanischen Kabelsender Disney XD zu sehen. Die Erstausstrahlung der zweiten Staffel war vom 7. Oktober 2013 bis zum 11. August 2014 auf Disney XD zu sehen.
Deutschland
Die deutschsprachige Erstausstrahlung der ersten Staffel sendete der deutsche Bezahlfernsehsender Disney XD vom 6. Mai bis zum 13. Dezember 2013. Die Free-TV-Premiere der ersten Staffel fand vom 19. Mai bis zum 13. Juni 2014 auf dem Free-TV-Sender Disney Channel statt. Die deutschsprachige Erstausstrahlung der zweiten Staffel sendete Disney XD vom 17. März bis zum 24. Dezember 2014. Die Free-TV-Premiere der zweiten Staffel erfolgte am 8. März 2015.

### Übersicht
| Staffel | Episoden | Erstausstrahlung USA | Erstausstrahlung USA | Erstausstrahlung (Disney XD Deutschland) | Erstausstrahlung (Disney XD Deutschland) | Erstausstrahlung (Disney Channel Deutschland) | Erstausstrahlung (Disney Channel Deutschland) |
| Staffel | Episoden | Staffelpremiere      | Staffelfinale        | Staffelpremiere                          | Staffelfinale                            | Staffelpremiere                               | Staffelfinale                                 |
| ------- | -------- | -------------------- | -------------------- | ---------------------------------------- | ---------------------------------------- | --------------------------------------------- | --------------------------------------------- |
| 1       | 26       | 8. Oktober 2012      | 9. September 2013    | 6. Mai 2013                              | 13. Dezember 2013                        | 19. Mai 2014                                  | 13. Juni 2014                                 |
| 2       | 13       | 7. Oktober 2013      | 11. August 2014      | 17. März 2014                            | 24. Dezember 2014                        | 8. März 2015                                  |                                               |

### Internationale Ausstrahlung
| Land/Region                    | Sender    | Premiere der Serie | Titel             |
| ------------------------------ | --------- | ------------------ | ----------------- |
| Vereinigte Staaten             | Disney XD | 8. Oktober 2012    | Crash & Bernstein |
| Kanada                         | Disney XD | 12. November 2012  | Crash & Bernstein |
| Vereinigtes Königreich Irland  | Disney XD | 10. Januar 2013    | Crash & Bernstein |
| Deutschland Österreich Schweiz | Disney XD | 6. Mai 2013        | Crash & Bernstein |

## Auszeichnungen
Die Pilotfolge „Hier kommt Crash!“ erhielt 2014 den von der Zeitschrift TV Spielfilm verliehenen Kinder-TV-Preis Emil.

## Spin-off
Am 10. Juli 2014 bestätigte Disney XD die Produktion einer Pilotfolge zu einer Nachfolgeserie von Crash & Bernstein mit dem Titel Commando Crash. In Commando Crash sollte Crash eine Militärschule besuchen. Als Besetzung wurden Adam Dorfman, Cameron Ocasio, Armaan Juneja, Nicholas Stargel und Megan Goodman engagiert. Eine Serienbestellung folgte allerdings nicht.